# Непша (фамилия)
Непша — фамилия древнерусского происхождения.

## Этимология
По мнению О. В. Максимова, фамилия Непша, судя по отсутствию патронимического суффикса, скорее всего, произошла от имени (прозвища) Непша, бывшего популярным в белорусских и украинских говорах. Имя Непша произошло от древнерусского слова «непьщь» (причина, повод, подозрение, мнение). Возможное значение прозвища можно определить по бытовавшим в восточнославянских говорах словам «непщевание» (высокомерие, самомнение, подозрение, мнение), «непщевати» (полагать, думать) и «непщати», «непьщати» (сомневаться, испытывать, проверять). Такое прозвище могли дать, например, надменному и гордому или же рассудительному, придирчивому, дотошному человеку.
Н. В. Бирилло тоже выводит антропоним Непша от древнерусских слов «непьщати» (сомневаться) и «непьщь» (поводок, заминка). По мнению Т. С. Янковой, которое поддерживает А. О. Свашенко, слово непша обозначает примесь в просе (как в белорусской пословице «Насееў проса, змалаціў — адна не́пша») или перегородку. В. П. Шульгач возводит русскую, украинскую и белорусскую фамилии Непша к праславянскому антропониму Nepьša.

## Распространение
Восточной границей распространения прозвища Непша в древности, скорее всего, являлась Брянщина, где и сейчас встречается эта фамилия, более распространённая здесь, чем фамилия Непшин. Позднее переселенцы привезли фамилию Непша и в Сибирь, где она сейчас нередко встречается.